# NGC 524
NGC 524 es una galaxia lenticular , se encuentra en la constelación de Piscis.
NGC 524 se encuentra a unos 90 millones de años luz de la Tierra , en su bulbo central se observa gas que forma una estructura espiral.  
Es la galaxia más grande del pequeño grupo de galaxias NGC 524, asociado con NGC 488 y su grupo. 
NGC 524 fue descubierta por William Herschel el 4 de septiembre de 1786. 
Tiene una magnitud aparente de 10.5 y una ascensión recta de 01h 24m 47.7s.
Tiene un corrimiento al rojo de 0.004 y un tamaño aparente de 2.8 X 2.8.

## Observación
El 4 de mayo de 1985, durante el eclipse lunar de mayo de 1985, NGC 524 fue ocultado por la Luna durante un eclipse lunar total sobre Sudáfrica y la Antártida . 

## Supernovas
Se han observado dos supernovas en NGC 524:
- SN 2000cx de tipo la, tiene una magnitud aparente de 14,5 fue descubierta el 17 de julio de 2000. [9]  Esta supernova alcanzó una magnitud de 13,1 y fue la más brillante observada en el año 2000. [10]
- SN 2008Q de tipo Ia, tiene una magnitud aparente de 16,5  fue descubierto por Giancarlo Cortini el 26 de enero de 2008. [11] [12]

## Galería

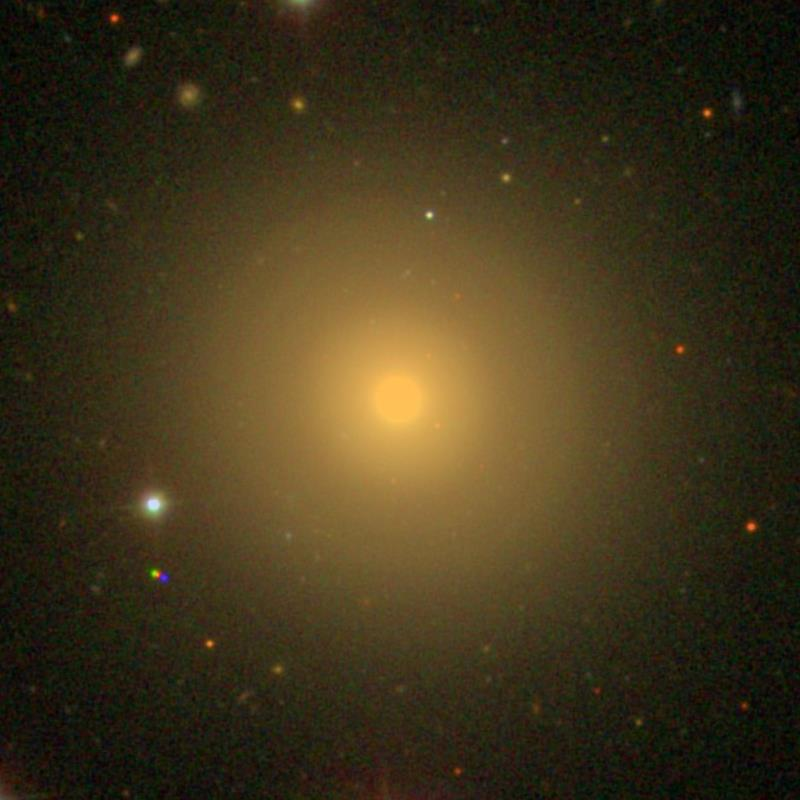
NGC 524 (SDSS DR14)
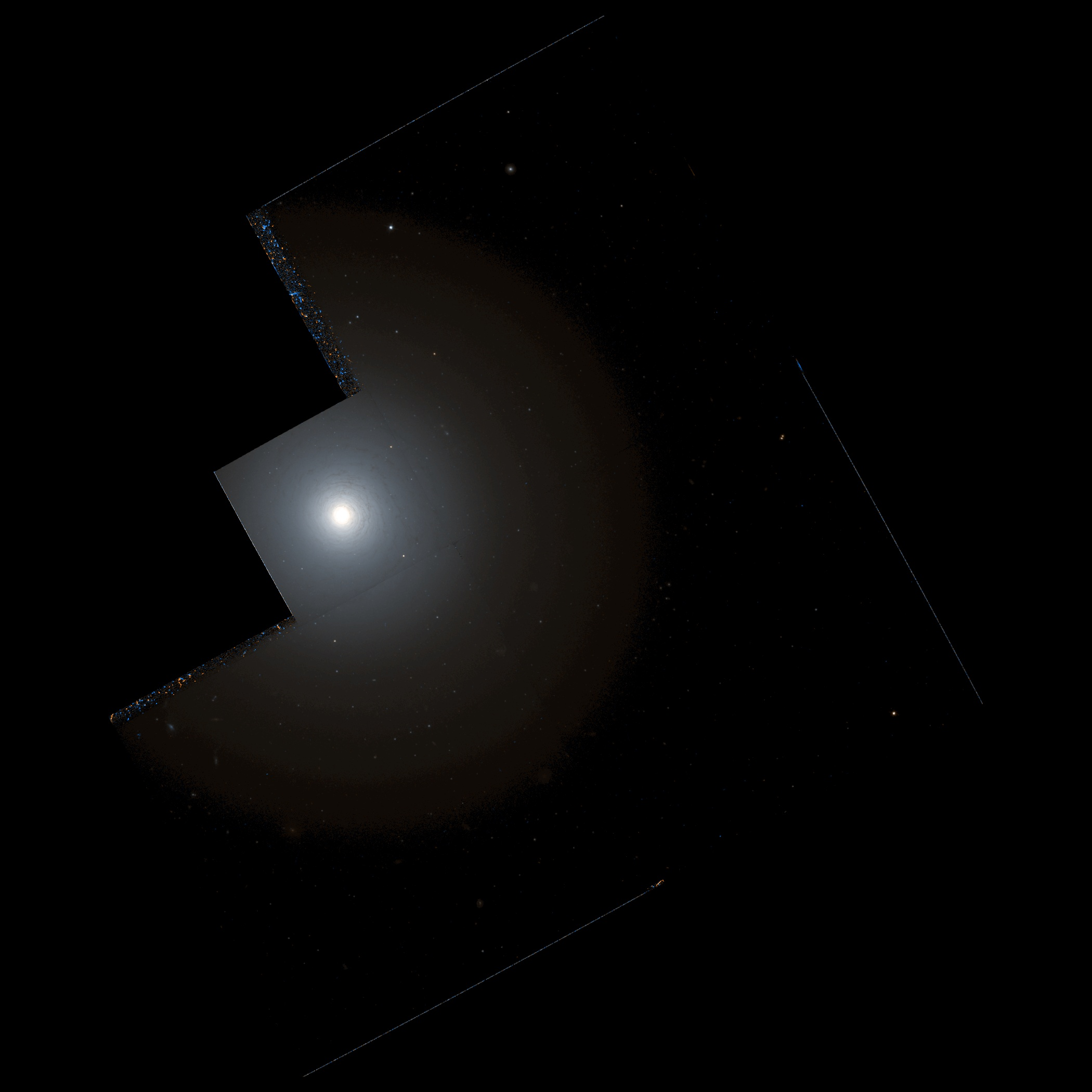
NGC 524 (HST)